# Who Do You Think You Are? (Royaume-Uni)
Pour les articles homonymes, voir Who Do You Think You Are?.
Who Do You Think You Are? est une série de documentaire généalogique britannique écrite par Stuart Elliott et  diffusée sur la chaîne BBC depuis 2004. Le principe de l'émission est d'inviter une célébrité à partir sur les traces de ses ancêtres. Plusieurs narrateurs se sont succédé pour présenter l'émission : David Morrissey entre 2004 et 2006, Mark Strong entre 2006 et 2012, Cherie Lunghi entre 2013 et 2017, puis Phil Davis à partir de 2017.
De nombreuses personnalités britanniques ont participé à l'émission, notamment Stephen Fry (2006), Jeremy Irons (2006), John Hurt (2007), Martin Freeman (2009), Rupert Everett (2010), J. K. Rowling (2011), Patrick Stewart (2012), Annie Lennox (2012), Derek Jacobi (2015), Ian McKellen (2017), Daniel Radcliffe (2019) et Kate Winslet (2019).
L'émission attire régulièrement un public d'environ 6 millions de téléspectateurs. Plus de dix adaptations internationales du programme ont été réalisées (notamment Retour aux sources sur France 2).